# 龍潭萬壽宮
龍潭萬壽宮位於重慶市酉陽縣龍潭鎮永勝下街98號，文物遺址年代為清代，2009年12月15日列為第二批重慶市文物保護單位。